# للیچی
للیچی (به صربی: Lelići) یک منطقهٔ مسکونی در صربستان است که در ناحیه زلاتیبور واقع شده‌است.